# マーティン・レル

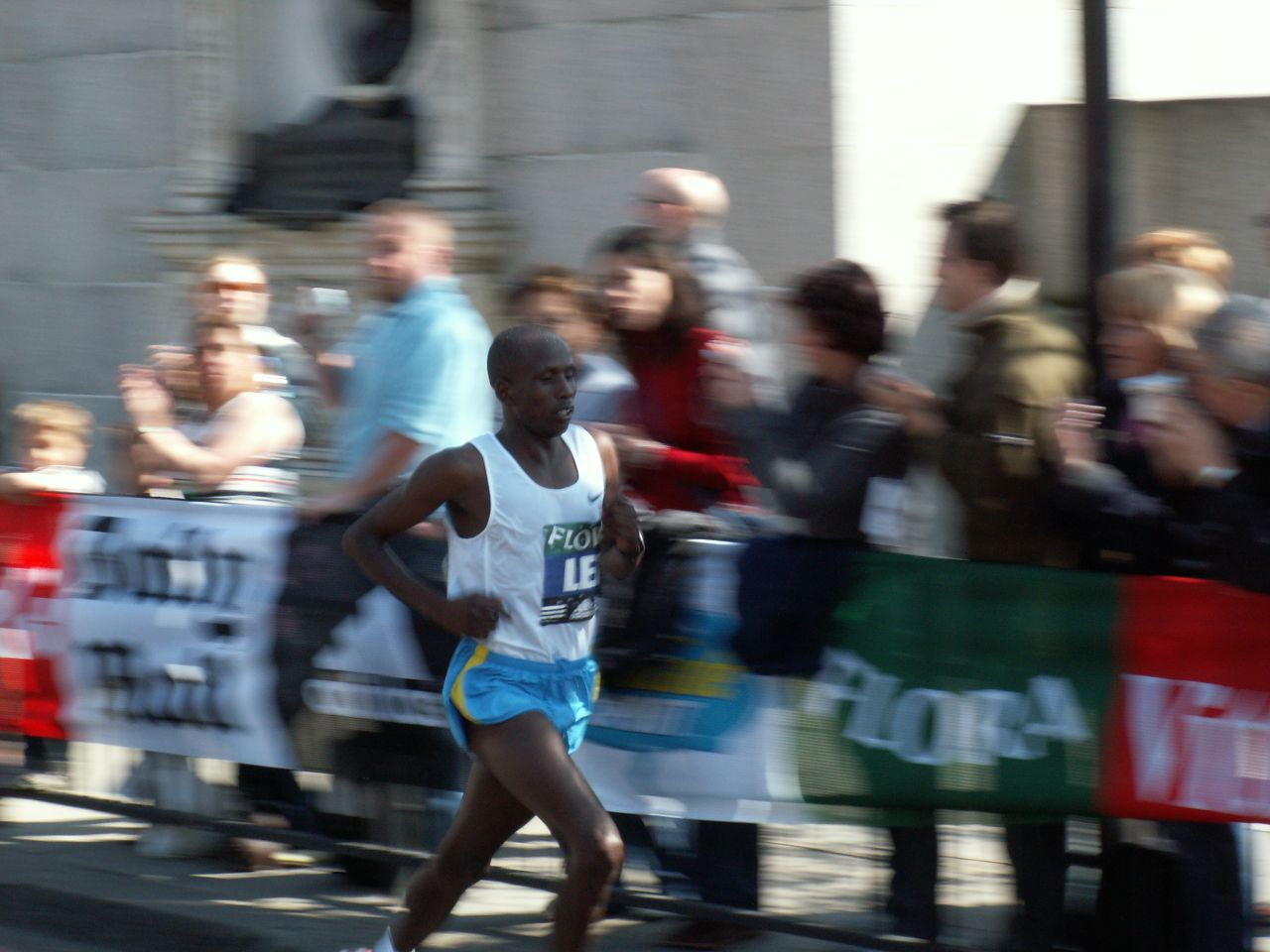
2005年のマーティン・レル

マーティン・レル（Martin Lel 1978年10月29日- ）はケニアリフトバレー州カプサベット出身の陸上長距離選手でマラソンランナー。
初マラソンは2002年のヴェニスマラソンで2位となった。
ロンドンマラソンで3度（2005年、2007年、2008年）、ニューヨークシティマラソンで2度（2003年、2007年）優勝している。自己ベストは2008年のロンドンマラソン優勝時の2時間05分15秒で大会記録であった。

## 主な記録
| 年   | 大会                       | 開催地                                   | 結果 | 種目           |
| ---- | -------------------------- | ---------------------------------------- | ---- | -------------- |
| 2003 | ボストンマラソン           | ボストン, アメリカ合衆国                 | 3位  | マラソン       |
| 2003 | ニューヨークシティマラソン | ニューヨーク, アメリカ合衆国             | 優勝 | マラソン       |
| 2003 | リスボンハーフマラソン     | リスボン, ポルトガル                     | 優勝 | ハーフマラソン |
| 2003 | 世界ハーフマラソン選手権   | ニューヨーク, アメリカ合衆国             | 優勝 | ハーフマラソン |
| 2004 | ピーチツリーロードレース   | アトランタ, アメリカ合衆国               | 優勝 | 10,000 m       |
| 2004 | ボストンマラソン           | ボストン, アメリカ合衆国                 | 3位  | マラソン       |
| 2005 | ロンドンマラソン           | ロンドン, イギリス                       | 優勝 | マラソン       |
| 2006 | ピーチツリーロードレース   | アトランタ, アメリカ合衆国               | 優勝 | 10,000 m       |
| 2006 | ロンドンマラソン           | ロンドン, イギリス                       | 2位  | マラソン       |
| 2007 | グレートノースラン         | ニューカッスル・アポン・タイン, イギリス | 優勝 | ハーフマラソン |
| 2007 | ロンドンマラソン           | ロンドン, イギリス                       | 優勝 | マラソン       |
| 2007 | ニューヨークシティマラソン | ニューヨーク, アメリカ合衆国             | 優勝 | マラソン       |
| 2008 | ロンドンマラソン           | ロンドン, イギリス                       | 優勝 | マラソン       |
| 2008 | 北京オリンピック           | 北京, 中国                               | 5位  | マラソン       |